# Noriko Yamaji
Pour les articles homonymes, voir Yamaji.
Noriko Yamaji (山路 典子, Yamaji Noriko, 17 septembre 1970 dans la préfecture de Hyogo -) est une joueuse de softball japonaise. Elle participe 3 fois aux Jeux olympiques, en 1996, en 2000, puis en 2004. En 1996, elle n'obtient aucune médaille, durant les Jeux olympiques d'été de 2000, elle remporte la médaille d'argent puis, aux Jeux olympiques d'été de 2004, elle est médaillée de bronze.